# Asubean
Asubean (Asobea) ist ein osttimoresischer Ort im Suco Ilat-Laun (Verwaltungsamt Bobonaro, Gemeinde Bobonaro). Das Dorf liegt im Nordosten der Aldeia Tunero, auf einer Meereshöhe von 708 m, auf dem Osthang eines kleinen Berges, der nördlich dem Foho Ilat-Laun (1061 m) vorgelagert ist.
Nördlich schließt sich das Dorf Borlulian, südlich das Dorf Tunero.